# François Joseph Fidèle Gressot
François-Joseph-Fidèle Gressot, né le 7 septembre 1770 à Delémont dans la Principauté épiscopale de Bâle (commune rendue à la suisse le 30 mai 1814), décédé le 14 novembre 1848 à Saint-Germain-en-Laye (Yvelines), est un sous-chef d’état major du quartier général de l’armée du nord, qui fera la campagne de Waterloo au côté de Napoléon Bonaparte.

## Ascendants
François-Joseph-Fidèle Gressot, baron de l'Empire, catholique, est le fils de Jean-Jacques Gressot, son père, commandant du 9e régiment d'infanterie d'Eptingen, composé de soldats Suisses Jurassiens, levé par le Prince-Évêque de Bâle, pour servir la France, selon le modèle des régiments capitulés. Son père est également chef de la milice de Delémont, de Grandvillars (Franche-Comté). Sa mère Claire-Josèphe Champion, est la fille de Georges Champion procureur à Vesoul.

## Biographie
Engagé volontaire comme cadet en 1785 dans le régiment stationné à Schönau, (Rhénanie-Palatinat) et républicain convaincu, François-Joseph Gressot est nommé lieutenant en 1792. Se portant affranchi auprès des armées du Rhin dès février 1793, il est promu capitaine en 1795, et aide de camp du général Schérer. Il commande ses troupes avec courage, en participant aux principales campagnes militaires menées par Napoléon Bonaparte en 1796. Décoré de la Légion d'honneur en 1804, il est élevé au titre de baron de l'Empire en 1808.
Il épouse en 1811, Catherine-Eléonore Chéret, fille de Jean-Baptiste Chéret, son père, orfèvre à Paris, et de Marie-Laure Grouvelle, sa mère. 
Après s’être courageusement conduit après la bataille de la Moskowa en 1812, il sera promu général de brigade, le 21 décembre 1812. Il est fait commandeur de la Légion d'honneur le 23 août 1814.
En 1816, il sera installé et placé dans un régiment de l'infanterie dans l'armée royale, comme inspecteur général et promu  major général de la garde royale en 1823.
François-Joseph Gressot termine sa carrière au service de Charles X de France.

## Armoiries
| Armoiries | Blasonnement |
|           | Armes du barons Gressot et de l'Empire, 1808 Coupé d'or et de gueules ; l'or cantonné à dextre d'azur à l'annelet d'or et à senestre de gueules au signe des Barons tirés de l'armée ; de gueules au chevron d'or accompagné de trois losanges d'argent. |

## Sources
1. ↑  Vicomte Albert Révérend (1844-1911), Armorial du Premier Empire : titres, majorats et armoiries concédés par Napoléon Ier, t. 2, Paris, Au bureau de L'Annuaire de la noblesse, 1894, 372 p. (lire en ligne), p. 207

- La carrière contrastée d'un soldat jurassien à une époque de transition : le général baron François-Joseph-Fidèle Gressot (1770-1848) - 1970 : Auteur : François Kohler
- « Cote LH/1199/36 », base Léonore, ministère français de la Culture